# Campionato mondiale sport gruppo 6
Il Campionato mondiale vetture sport (en World Sports Car Championship) è stato un campionato automobilistico per Sportprototipi appartenenti al Gruppo 6, organizzato dalla Federazione Internazionale dell'Automobile nel 1976 e 1977.

## Storia
Nel 1976 e 1977, la Federazione Internazionale dell'Automobile organizzò due diversi Campionati mondiali. Il Campionato mondiale sportprototipi, denominato Mondiale marche, era riservato alle Silhouette del Gruppo 5 e comprendeva le più importanti classiche dell'endurance, tranne la 24 Ore di Le Mans; per gli  sportprototipi del Gruppo 6, ai quali non era consentita la partecipazione al campionato principale, venne organizzato il Campionato mondiale vetture sport, detto anche Mondialino a causa del minor prestigio delle gare e del campionato stesso.

## Gare
- 300 km del Nürburgring: 1976 (1).
- 4 Ore di Monza: 1976 (1).
- 500 km di Imola: 1976 (1).
- Coppa Florio: 1976-1977 (2).
- 200 Miglia di Mosport: 1976 (1).
- 500 km di Digione: 1976-1977 (2).
- 200 Miglia del Salzburgring: 1976 (1).
- 500 km di Monza: 1977 (1).
- 400 km di Vallelunga: 1977 (1).
- 2 Ore e 30 minuti dell'Estoril: 1977 (1).
- 500 km di Le Castellet: 1977 (1).
- 250 km di Imola: 1977 (1).
- 300 km del Salzburgring: 1977 (1).

## Albo d'oro
| Anno | Nome                              | Vincitore  | Resoconto |
| ---- | --------------------------------- | ---------- | --------- |
| 1976 | Campionato mondiale vetture sport | Porsche    | Resoconto |
| 1977 | Campionato mondiale vetture sport | Alfa Romeo | Resoconto |